# Wigtown
Wigtown, schottisch-gälisch Baile na h-Ùige, ist eine Ortschaft auf der Halbinsel The Machars in der Council Area Dumfries and Galloway. Sie liegt rund zehn Kilometer südlich von Newton Stewart und 58 Kilometer südwestlich von Dumfries an der Mündung des Bladnoch in die Wigtown Bay.

## Geschichte
Möglicherweise gehen die Ursprünge von Wigtown Castle auf ein Festes Haus der Wikinger zurück. Robert de Brus, Lord of Annandale nahm 1286 die mittelalterliche Burg ein. 1291 wurde sie an König Eduard I. von England übergeben. Nach einer erneuten Einnahme durch William Wallace im Jahre 1297 ließ Robert the Bruce Wigtown Castle vermutlich um 1313 zerstören, um eine Einnahme durch englische Truppen zu verhindern.
Vermutlich 1267 stiftete Dervorguilla de Balliol in Wigtown ein Dominikanerkloster. Dieses wurde möglicherweise im Zuge der Reformation aufgelassen. Der jüngste Beleg zur Existenz des Klosters stammt jedoch aus dem Jahre 1400. 1292 wurde Wigtown zum Royal Burgh erhoben und der Status später durch David II. sowie 1457 durch Jakob II. bestätigt. 1661 wurden die Burgh-Rechte durch das schottische Parlament und im Folgejahr durch Karl II. bestätigt und ausgeweitet. Wigtown war Sitz der traditionellen und der Verwaltungsgrafschaft Wigtownshire.
Aufgrund der zahlreichen Buchhandlungen in Wigtown wurde die Ortschaft 1998 unter dem Slogan „Wigtown Book Town“ zur Bücherstadt Schottlands ausgerufen. Selbst bezeichnet sich Wigtown als „Scotland’s National Book Town“. Jährlich findet dort ein Bücher-Festival statt.

### Wigtown-Märtyrer
Von gewisser regionaler Bekanntheit sind die „Wigtown-Märtyrer“, die am 11. Mai 1685 zu Tode gebracht wurden. Im späteren 17. Jahrhundert war der schottische Südwesten eine Hochburg der Covenanter, die sich der Reform der Church of Scotland unter Karl II. widersetzten. Im Wesentlichen sind die Schicksale der 18-jährigen Margaret Wilson und der 63-jährigen Margaret MacLachlan überliefert, die auch nach Folterung ihrem Glauben nicht abschworen. Sie wurden daraufhin an Holzpfähle im Bladnoch gebunden und ertranken mit dem Eintreffen der Flut. Drei Männer William Johnston, John Milroy und George Walker wurden aus demselben Grund am selben Tage erhängt. Der Unmut der Bevölkerung über den Vorgang schlug sich deutlich in der Grabinschrift der Opfer nieder. 1858 wurde das klassizistische Martyrs’ Monument auf dem Windy Hill am Westrand von Wigtown als Gedenkstätte errichtet. Da der Bladnoch heute einem veränderten Lauf folgt, konnten außerdem am Sterbeort der beiden ertränkten Frauen zum Gedenken Pfähle aufgerichtet werden.

### Bevölkerungsentwicklung
Seit 1831 ist die Einwohnerzahl Wigtowns weitgehend rückläufig. Wurden dort 1831 noch 2337 Einwohner gezählt, war die Zahl bis 1881 bereits auf 1722 gesunken. Zwischen 1901 und 2011 sank die Einwohnerzahl weiter von 1386 auf 921.

## Verkehr
Durch Wigtown verläuft die A714, die von Girvan in South Ayrshire kommend bis zur Einmündung in die A746 südlich von Wigtown verläuft. Die A746 bindet bis Whithorn die Ortschaften an der Ostküste der Machars an. Im Norden bindet die A714 Wigtown an die A75 (Stranraer–Gretna) an.
1875 eröffnete die von Newton Stewart nach Whithorn führende Wigtownshire Railway. Der Bahnhof Wigtown wurde ab 1875 bedient und 1950 aufgelassen. 1964 wurde der Streckenbetrieb eingestellt und das Gleis zwischenzeitlich abgetragen.